# Tarfon
(R. Tarfon, Pirkei Avot, II.21.)
Rabbi Tarfon o soltanto Tarfon (in ebraico רבי טרפון‎?, dal greco: Tryphon; Israele, ... – ...; fl. I secolo) è stato un sacerdote e rabbino ebreo antico, kohèn e saggio tanna.
Tarfon apparteneva alla terza generazione dei saggi della Mishnah, che vissero nel periodo tra l'assedio di Gerusalemme (anno 70 e.v., con la distruzione del Secondo Tempio) e la caduta della fortezza di Betar (135 e.v.).

## Biografia

### Origini e carattere
Si narra che Tarfon fosse vissuto a Yavne, sebbene sia evidente che vivesse anche a Lod (Lydda). Era di lignaggio sacerdotale e lui stesso affermò di officiare presso il tempio di Gerusalemme. Come sacerdote, Tarfon richiedeva doni e offerte anche dopo che il tempio venne distrutto, mentre con generosità restituiva ai padri le oblazioni presentate per i primogeniti, sebbene fosse suo diritto riceverle.
Pur essendo ricco, dimostrava straordinaria modestia; in un'occasione si pentì profondamente di aver usato il proprio nome per scampare ad un pericolo, poiché temeva che usando la sua posizione privilegiata di insegnante per evitare tale pericolo, avesse apparentemente violato la regola che vietava l'uso della propria conoscenza della Torah a fini pratici.

### Insegnamenti
Rabbi Tarfon aderiva alla scuola di Shammai, sebbene fosse propenso alla clemenza nell'interpretare quegli halakhot di Shammai che non erano stati messi in atto; spesso decideva in diretta opposizione ai seguaci di Shammai, quando costoro imponevano restrizioni di eccessiva severità. Era sua convinzione che "opinioni oggettive fossero sempre il criterio determinante nel raggiungimento di decisioni legali.  Consistentemente decideva a vantaggio del sacerdote e incoraggiava anche l'esecuzione di quei rituali in cui il sacerdote occupasse il ruolo centrale."
Rabbi Tarfon dibatteva in controversie halakhiche con Rabbi Akiva, con Shimon bar Yochai e con  Eleazar ben Azariah. Viene menzionato brevemente in merito a Bruriah. Nelle discussioni sulla relativa importanza di teoria e pratica, Tarfon decideva a favore della seconda.
La Tosefta, un'opera di data incerta, attribuisce a Rabbi Tarfon un commento molto discusso sul rogo dei  gilyonim e dei libri degli eretici (minim). Secondo la Jewish Encyclopedia, "il tanna del I secolo, Rabbi Tarfon, asserì che avrebbe bruciato ogni libro che gli fosse capitato tra le mani di quegli ebrei che si erano convertiti al Cristianesimo."

### Aforismi
Due dei suoi aforismi sono specialmente rinomati, per indicare la forza di volontà e serietà di intenti: 
Questi detti rimangono nell'uso liturgico quale parte del Pirkei Avot.